# Jutta Ecarius
Jutta Ecarius (* 22. Januar 1959 in Kirchheimbolanden, Rheinland-Pfalz) ist Professorin für Erziehungswissenschaft der Fachgruppe Erziehungs- und Sozialwissenschaften an der Universität zu Köln.
Nach ihrem Abitur studierte Ecarius von 1980 bis 1985 die Fächer Pädagogik auf Diplom sowie Germanistik und Politologie für Lehramt an der Philipps-Universität Marburg.
Nach mehrjähriger Tätigkeit als wissenschaftliche Assistentin an diversen Einrichtungen promovierte sie 1994 an der Martin-Luther-Universität Halle-Wittenberg zum Thema „Individualisierung und Pluralisierung im Lebensverlauf“ mit der Note „magna cum laude.“ Nach der Promotion arbeitete Ecarius als Wissenschaftliche Assistentin am Institut für Pädagogik an der Universität Halle.
Im Jahr 2000 folgte die Habilitation in „Erziehungswissenschaft mit dem Schwerpunkt Allgemeine Pädagogik“ mit einer Arbeit zum Thema „Familienerziehung im historischen Wandel“. Im Anschluss wechselte sie als Akademische Rätin für Allgemeine Pädagogik an das Seminar für Pädagogik der Universität Koblenz-Landau.
Zum 1. Oktober 2004 erfolgte der Wechsel als Professorin für Erziehungswissenschaft an das Institut für Erziehungswissenschaft der Justus-Liebig-Universität Gießen. Ihr dortiger Schwerpunkt war die Pädagogik des Jugendalters. Ab 2005 wurde sie zudem zur geschäftsführenden Direktorin des Instituts für Erziehungswissenschaft ernannt, welche sie bis 2007 innehatte.
Am 1. April 2011 übernahm Jutta Ecarius die Leitung der Professur für Kindheitsforschung an der humanwissenschaftlichen Fakultät an der Universität Köln.

## Veröffentlichungen
- (Herausgeberin, gemeinsam mit Barbara Friebertshäuser)  Literalität, Bildung und Biographie. Perspektiven der erziehungswissenschaftlichen Biographieforschung, Opladen 2005, ISBN 978-3-938094-55-6
- (Herausgeberin, gemeinsam mit Lothar Wigger)  Elitebildung – Bildungselite. Erziehungswissenschaftliche Diskussionen und Befunde über Bildung und soziale Ungleichheit, Opladen 2006, ISBN 978-3-86649-024-6
- (Herausgeberin, gemeinsam mit Burkhard Schäffer)  Typenbildung und Theoriegenerierung, Opladen 2010, ISBN 978-3-86649-214-1
- (Herausgeberin, gemeinsam mit Eckhard Klieme, Ludwig Stecher und Jessica Woods)  Extended Education – an International Perspective. Proceedings of the International Conference on Extracurricular and Out-of-School Time Educational Research , Opladen 2011, ISBN 978-3-86649-402-2
- (Herausgeberin, gemeinsam mit Ingrid Miethe)  Methodentriangulation in der qualitativen Bildungsforschung, Opladen 2011, ISBN 978-3-86649-333-9